# Phomopsis petiolorum
Phomopsis petiolorum är en svampart som först beskrevs av Jean Baptiste Desmazières, och fick sitt nu gällande namn av Grove 1917. Phomopsis petiolorum ingår i släktet Phomopsis och familjen Diaporthaceae.   Inga underarter finns listade i Catalogue of Life.